# Houïva
Houïva (en ukrainien : Гуйва) ou Gouïva (en russe : Гуйва) est une commune urbaine de l'oblast de Jytomyr, en Ukraine. Sa population s'élevait à 1 436 habitants en 2013.

## Géographie
Houïva est arrosé par la rivière Houïva. Elle se trouve à 4 km au sud de Jytomyr, dont elle est séparée par la Teteriv, et à 135 km l'ouest de Kiev.

## Histoire
Houïva a le statut de commune urbaine depuis 1963.

## Population
Recensements (*) ou estimations de la population :
| 1970* | 1979* | 1989* | 2001* |
| ----- | ----- | ----- | ----- |
| 3 751 | 2 040 | 1 412 | 1 169 |

| 2010  | 2011  | 2012  | 2013  |
| ----- | ----- | ----- | ----- |
| 1 380 | 1 433 | 1 436 | 1 436 |